# Paul Denham Austerberry
Paul Denham Austerberry é um diretor de arte canadense. Foi indicado ao Oscar de melhor direção de arte na edição de 2018 pelo trabalho na obra The Shape of Water, ao lado de Shane Vieau e Jeff Melvin.